# Knorr

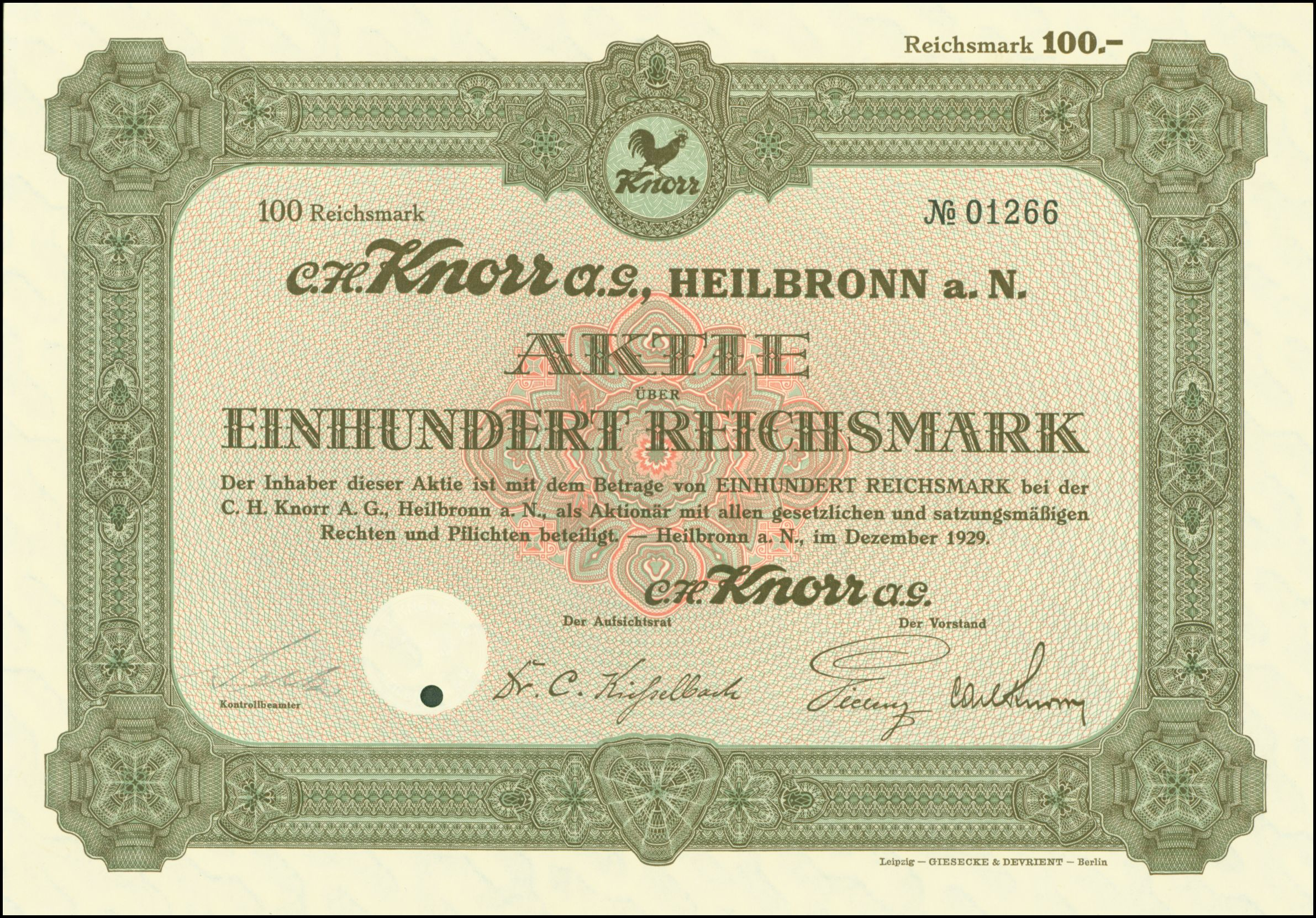
Acción de C. H. Knorr AG, emitida en diciembre de 1929.

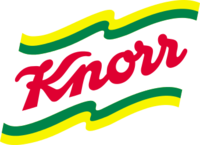
Logotipo antiguo de Knorr usado desde 1988 hasta 2002.

Logotipo anterior de Knorr. Utilizado desde 2002 hasta 2020.

Knorr ( /nɔːr/,  /knɔːr/, pronunciación en alemán: /knɔʁ/) es una empresa alemana. Fue adquirida por el Grupo Unilever en el año 2000, además de la adquisición y reestructuración de otras marcas como Best Foods, exceptuando Japón, que es producida por Ajinomoto. Está dedicada a la fabricación de sopas, caldos, bebidas, salsas, cremas, arroces, fideos, entre otras.
También es conocido como Royco en Indonesia, Kenia, y Países Bajos, y es una marca continental en Australia y Nueva Zelanda. Knorr produce también en la India y Pakistán.

## Historia

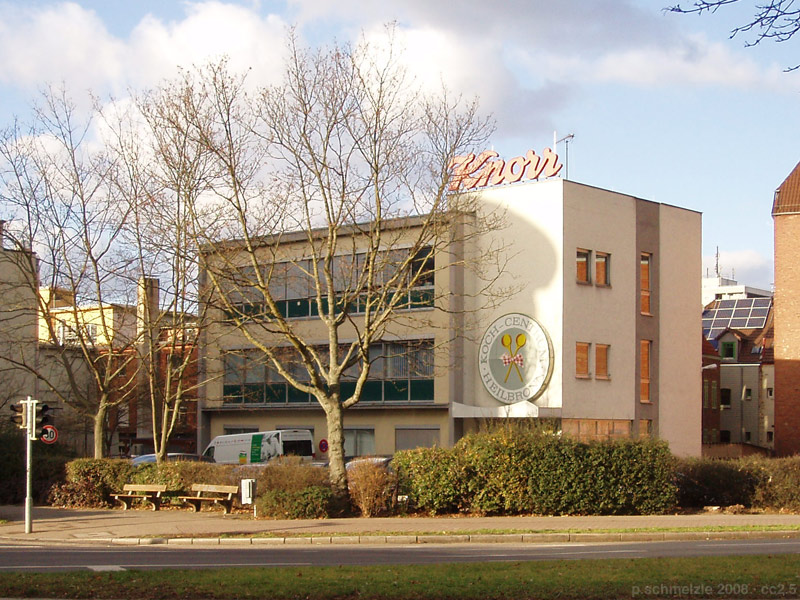
Centro de cocina de Knorr en Heilbronn

Knorr fue fundada en 1838 por Carl Heinrich Theodor Knorr. La sede de Knorr está en Heilbronn, Alemania. Los productos que antes se vendían con la marca Lipton ahora están siendo absorbidos por la línea de productos Knorr. Con ventas anuales que superan los 3.000 millones de euros, Knorr es la marca más vendida de Unilever.
Una compañía israelí, con sede en Haifa, Israel Edible Products, produce sopas (kosher, es decir, según la ley judía) para Knorr que se venden en Israel y los Estados Unidos.

### Caldos
En 1912, se introduce el primer caldo de Knorr. Carl Heinrich Knorr comienza a experimentar secando vegetales y preservar para concentrar nutrición y sabor durante la temporada, lo que llevó a Knorr el primer lanzamiento de sopas secas en Europa continental en 1873. El caldo está hecho típicamente de vegetales, pollo y carne.

## Marca mundial
Knorr está disponible en todo el mundo. En 2000, se expandió alrededor de más de noventa países, desde las primeras ocho en 1957. En Japón, Knorr es producido por Ajinomoto.
En el Reino Unido, la marca es conocida en asociación con el restaurador Marco Pierre White.
En Suiza, la pequeña figura roja parecida a un diablillo en el empaque se conoce como "Knorrli" y fue la primera marca en usar como mascota en 1948.

## Starlux: La adquisición de Unilever España
A finales del siglo XX y principios del siglo XXI, esta empresa fue absorbida por la multinacional Knorr y esta a su vez por el Grupo Unilever, por lo que sus productos de caldos empiezan a llamarse "Caldo Knorr", salvo el tomate, que todavía se llama Starlux. A los pocos años, Unilever vende una de las filiales de Starlux, conocida como Nocilla a la empresa Grupo Nutrexpa.

## Productos
- Sopas
- Arroces y precocinados
- Pastilla de caldo
- Platos, pastas cocidas
- Salsas, de las cuales destacan:
  - Bechamel, en tetrabrik
  - Salsa de pasta, tales como boloñesa, pesto, 4 Quesos
- Knorr Vie